# Helix (släkte)
Helix är ett jämförelsevis artrikt släkte i familjen Helicidae av klassen snäckor som beskrevs av Carl Von Linne 1758.
Skalet är rundat, koniskt eller plattat, med eller utan navel och med sned mynning. Dessa djur kan fullständigt upptas i skalet. Arterna av detta släkte uppehåller sig i allmänhet på skuggiga, fuktiga ställen och är i rörelse endast om natten och i regnig väderlek. De lever företrädesvis av vegetabiliska födoämnen, men i viss mån även av animaliska. Vid vinterköld eller långvarig torka tillsluts skalmynningen ofta av ett lock bestående av kalk. Äggen, förenade i små klumpar, läggs i hålor i fuktig jord.
Till släktet hör till exempel vinbergssnäckan.

## Kladogram
Kladogram enligt Catalogue of Life och Dyntaxa:
| Helix | \| \| Helix aperta \| \| \| \| \| \| vinbergssnäcka \| \| \| \| |
|       | \| \| Helix aperta \| \| \| \| \| \| vinbergssnäcka \| \| \| \| |
|       | Arianta                                                         |
|       |                                                                 |
|       | Cepaea                                                          |
|       |                                                                 |
|       | Cornu                                                           |
|       |                                                                 |
|       | Eobania                                                         |
|       |                                                                 |
|       | Helicigona                                                      |
|       |                                                                 |
|       | Helicopsis                                                      |
|       |                                                                 |
|       | Otala                                                           |
|       |                                                                 |
|       | Theba                                                           |
|       |                                                                 |
|       | Trochoidea                                                      |
|       |                                                                 |
|       | Helix aperta                                                    |
|       |                                                                 |
|       | vinbergssnäcka                                                  |
|       |                                                                 |

|  | Helix aperta   |
|  |                |
|  | vinbergssnäcka |
|  |                |

## Bildgalleri

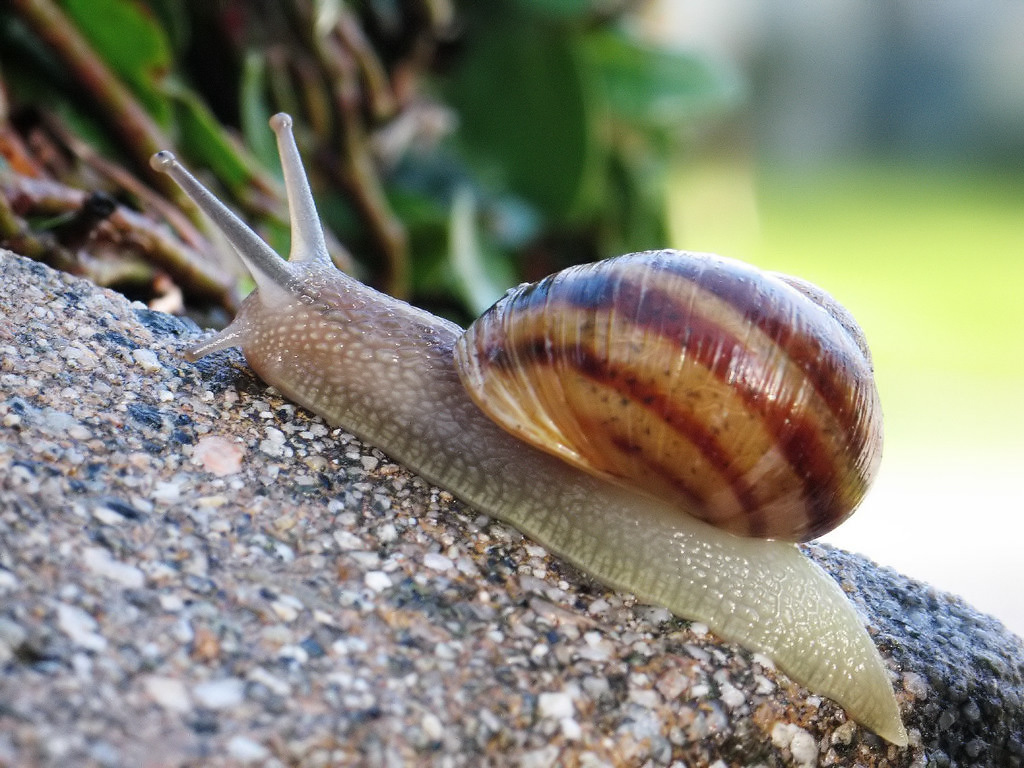
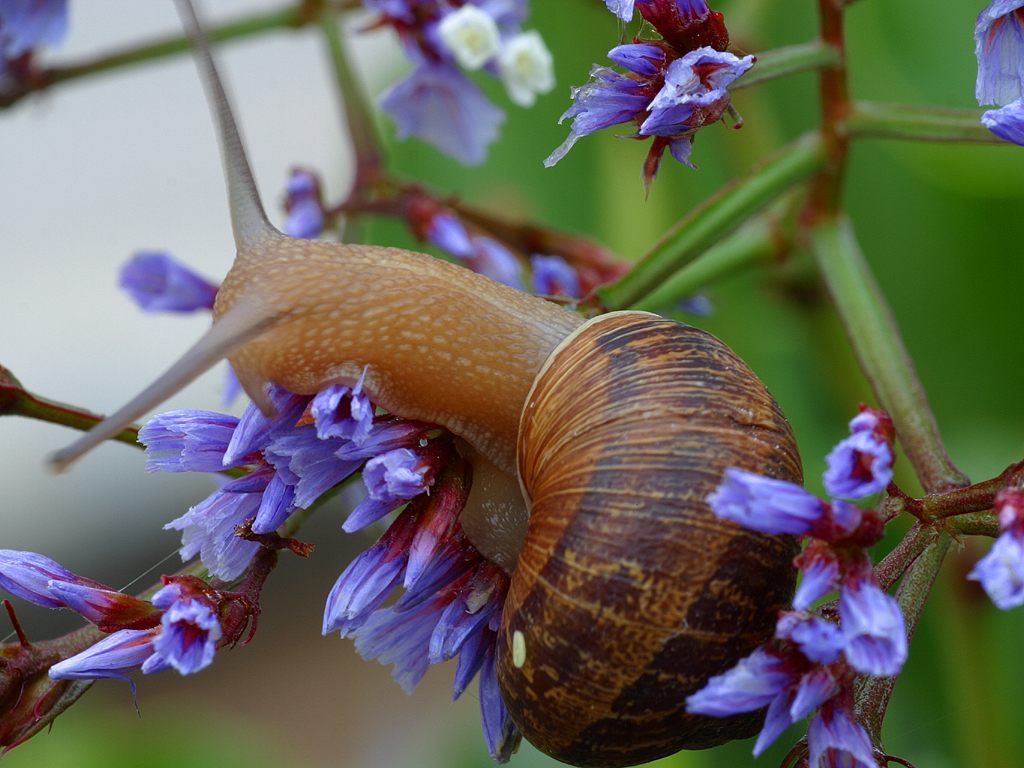
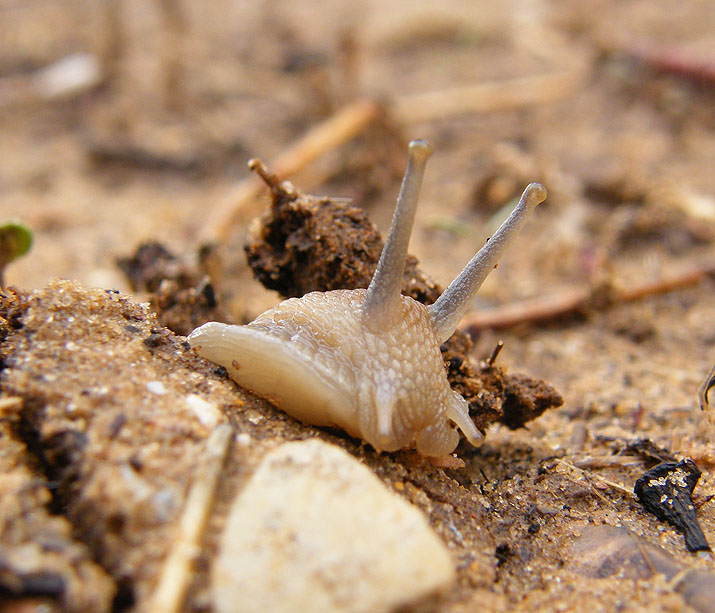